# Nicolas Cordier
Nicolas Cordier, död 1667 i Stockholm, var en fransk skulptör. Han var troligen son till målaren Nicolas Cordier, kallad Il Franciosino, ”den lille fransmannen”.

## Biografi
Mathias Palbitzki reste 1649 på uppdrag av drottning Kristina till Rom för att anställa en kvalificerad hovbildhuggare. Efter misslyckade förhandlingar med ett par romerska skulptörer träffades ett avtal mellan Palbitzki och Cordier om arbetet som hovbildhuggare. Han anlände tillsammans med Jean De la Vallée till Stockholm 1650 där han omgående fick arbetsuppgifter inför drottningens kröning. Med undantag av perioden 1655–1656, då han på drottning Kristinas önskan utförde arbeten i Bryssel, var han verksam i Sverige livet ut. Efter att han slutat som hovbildhuggare anlitades han av Magnus Gabriel De la Gardie. Många av hans arbeten finns dokumentariskt sparade men ej bevarade som arbeten. Åren före sin död var han i det närmaste nödlidande, och försökte förgäves att få sina fordringar på hovet betalda, han bad till och med Hedvig Eleonora om ekonomiskt understöd.
Cordier är representerad vid Sörmlands museum med en porträttbyst av Anna Regina Khevenhüller (maka till Mathias Palbitzki).